# Aleksandr Askoldow
Aleksandr Jakowlewicz Askoldow (ros. Александр Яковлевич Аскольдов; ur. 17 czerwca 1932 w Moskwie, zm. 21 maja 2018 w Göteborgu) – radziecki i rosyjski reżyser filmowy pochodzenia żydowskiego.

## Życiorys
Aleksandr Askoldow urodził się w Moskwie w rodzinie Żydów, wywodzących się ze wschodnich terenów dawnej Rzeczypospolitej. Dzieciństwo spędził w Kijowie. W 1937 roku, w okresie czystek stalinowskich, został aresztowany i zamordowany jego ojciec Jakow, a matka zesłana na dwa lata. Aleksandr wraz z matką powrócił do Moskwy. W 1955 roku ukończył filologię rosyjską na Moskiewskim Uniwersytecie Państwowym, a w 1958 aspiranturę w Instytucie Literackim im. Gorkiego. Pracował jako z-ca ministra kultury ZSRR i członek Państwowego Komitetu Kinematografii ZSRR. W 1966 roku rozpoczął Wyższe Studia Scenarzystów i Reżyserów. W 1967 roku wyreżyserował swoją pracę dyplomową – film pt. Komisarz. Obraz, oparty na opowiadaniu W mieście Berdyczowie pochodzącego z Berdyczowa pisarza Wasilija Grossmana, na kolejne 20 lat stał się radzieckim półkownikiem. W 1967 roku, kiedy ukończono zdjęcia, wybuchła wojna sześciodniowa, w której Związek Radziecki poparł państwa arabskie. Partia rozpętała propagandową nagonkę na Izrael i w kraju pojawiła się kolejna fala antysemityzmu państwowego. Decydenci z Państwowego Komitetu Kinematografii uznali, że „Komisarz” przedstawia w zbyt pozytywnym świetle Żydów, na co wobec zaostrzenia oficjalnego kursu przeciwko Izraelowi nie mogło być miejsca. Młodemu reżyserowi zaproponowano przerobienie filmu – zastąpienie rodziny żydowskiej tatarską. Gdy odmówił, nakazano zniszczenie wszystkich kopii, a twórcę zwolniono ze studia filmowego z „wilczym biletem”, wyrzucono z partii i na długie lata pozbawiono możliwości wykonywania zawodu. W tym czasie Askoldow zajmował się mało znaczącymi filmami dokumentalnymi poświęconymi fabryce samochodów Kamaz (1972 – Towariszcz Kamaz, 1975 – Sud'ba moja Kamaz). W latach 1981–1985 był dyrektorem i kierownikiem artystycznym sali kinowo-koncertowej „Rossija”.
Ocalała jedna kopia filmu Komisarz – ukrył ją i przechował reżyser Siergiej Gierasimow, który najwyraźniej doceniając walory obrazu, zignorował polecenie partii zniszczenia wszystkich kopii. Askoldow został zrehabilitowany dopiero w czasach pieriestrojki w 1987 roku: 11 lipca, na fali głasnosti, odbyła się w Moskwie oficjalna premiera Komisarza. Rok później film został pokazany na MFF w Berlinie, gdzie rozpoczęła się jego światowa kariera, przynosząc reżyserowi wielką sławę i uznanie. W 1988 roku otrzymał nominację do Oscara w kategorii najlepszy film nieanglojęzyczny.
Askoldow był wykładowcą w szkołach filmowych Niemiec, Szwecji i Anglii. Wydał kilka książek.